# Kunta (film)
Kunta è un cortometraggio del 2007 diretto da Ângelo Torres.
Prodotto in Portogallo è stato presentato al 28º Festival di Cinema Africano di Verona in quanto il regista è di São Tomé e Príncipe.

## Trama
La storia, ambientata in Spagna, narra del misterioso Kunta ricercato dalla Guardia Civil.

## Riconoscimenti
- 2010 - Festin
  - Miglior cortometraggio